# Sarah Vaughan
Sarah Lois Vaughan (Newark, 27 de março de 1924 – Los Angeles, 3 de abril de 1990) foi uma cantora estadunidense de jazz, descrita por Scott Yanow como "uma das vozes mais maravilhosas do século XX".
Apelidada "Sailor" (por seu discurso salgado), "Sassy" e "A Divina", Sarah Vaughan foi ganhadora do Grammy e do NEA Jazz Masters, a "mais alta honra no jazz", atribuído pela National Endowment for the Arts em 1989.
A voz de Vaughan caracterizava-se por sua tonalidade grave, por sua enorme versatilidade e por seu controle do vibrato. Sarah Vaughan foi uma das primeiras vocalistas a incorporar o fraseio do bebop.

## Biografia
Asbury "Jake" Vaughan, pai de Sarah, era carpinteiro de profissão, bem como pianista e guitarrista amador. Sua mãe, Ada Vaughan, era lavadeira e cantora no coro da igreja.
Jake e Ada mudaram para Newark, no estado de New Jersey, durante a Primeira Guerra Mundial. Sarah era a única filha natural do casal, que na década de 1960 adotou Donna, filha de uma mulher que viajou com Sarah.
Em uma casa na rua Brunswick, Sarah morou com sua família por toda infância. Jake era profundamente religioso e a família, muito ativa na Igreja Batista Novo Monte Sião, na rua Thomas, 186. Aos sete anos de idade Sarah iniciou lições de piano. Era cantora no coro da igreja e, ocasionalmente, tocava em ensaios e serviços.
Sarah desenvolveu cedo um amor pela música popular, ouvindo gravações e rádio. Na década de 1930 a cidade de Newark possuía um cenário musical ativo, e Sarah pode frequentemente ver bandas locais ou de turnê, tocando em lugares como a pista de patinação da rua Montgomery, Montgomery Street Skating Rink. Na juventude, Sarah começa a se aventurar, ilegalmente, em clubes noturnos da cidade, atuando como pianista e, algumas vezes, cantora. Entre os locais mais notáveis, o Piccadilly Club e o Aeroporto de Newark.
Inicialmente, Sarah estudava na Escola Secundária do Lado Leste de Newark, mas foi transferida para a Escola Secundária de Artes de Newark, fundada em 1931 como a primeira escola secundária especializada em artes. Porém sua atuação noturna começa a influenciar negativamente as atividades escolares, e, ainda nos primeiros anos, Sarah abandona a escola para se concentrar integralmente à música. Nessa época, ela e seus amigos já se arriscavam cruzando o Rio Hudson, em Nova Iorque, para ouvir a grandes bandas no Teatro Apollo.
Em 1944, Sarah gravou o tema famoso de Dizzy Gillespie, "Night in Tunisia", então intitulada "Interlude" e gravou ainda, ao lado do pai do bebop, Lover Man, tornando a gravação um clássico.

### Início (1942–1943)
Biografias de Sarah frequentemente citam que ela foi imediatamente lançada ao sucesso após a performance vencedora na Noite de Amadores do Teatro Zeus. Na verdade, a história do biógrafo Renee, parece ser um pouco mais complexa. Sarah foi frequentemente acompanhada por seu amigo, Doris Robinson, em viagens a Nova Iorque. Em algum momento do outono de 42, quando Sarah tinha 18 anos, ela sugeriu que Doris entrasse no concurso da Noite de Amadores do Teatro Zeus. Sarah tocou piano acompanhando Doris, que ganhou o segundo lugar. Depois, Sarah então decidiu competir novamente, agora como cantora. Sarah cantou "Body and Soul" e ganhou, todavia a data exata da vitória ainda é incerta. O prêmio, que Sarah mais tarde recordou a Marian McPartland foi de 10 dólares e a promessa de um engajamento de uma semana no Apollo. Após considerável atraso, Sarah foi contatada pela Apollo na primavera de 1943 para abrir para Ella Fitzgerald.
Em alguma apresentação durante essa semana de apresentações no Apollo, Sarah foi apresentada a Earl Hines, líder de banda e pianista, embora os detalhes sobre o fato serem contestados. Billy Eckstine, na época cantor na banda de Earl, foi dito por Sarah e outros como quem a ouviu no Apollo e recomendou a Earl. Em contrapartida, Earl diz tê-la descoberta sozinho e oferecido um emprego local. Fato é que, após alguns testes no Apollo, Earl substitui o cantor por Sarah, em 04 de abril de 1943.

### Com Earl Hines e Billy Eckstine (1943–1944)
Sarah passou o resto de 43 e parte de 44 em turnê pelo país com a banda de Earl Hines, que tinha Billy Eckstine como barítono. Sarah foi contratada como pianista, supostamente Earl poderia a contratar pelo sindicato dos músicos (Federação Americana de Músicos) ao invés do sindicato dos cantores (Lei americana de diversos artistas), mas após Cliff Smalls ser contratado como trompetista e pianista, o trabalho de Sarah ficou exclusivo a cantar.
Por isso a banda de Earl Hines é lembrada como uma incubadora de bebop, que incluía o trompetista Dizzy Gillespie, o saxofonista Charlie Parker (tocando o saxofone tenor, não o saxofone alto, pelo qual ficou famoso mais tarde) e o trombonista Bennie Green. Dizzy Gillespie até arranjou um contrato para a banda, mas a união dos músicos vetou a banda gravar, deixando seu som e estilo para depois.
Billy Eckstine deixou a banda no fim de 43 para atuar como diretor musical em sua própria big band, formada com Dizzy Gillespie. Charlie Parker logo foi também, e, ao longo dos anos, a banda de Billy Eckstine teve um elenco impressionante de grandes nomes do jazz, entre eles: Miles Davis, Kenny Dorham, Art Blakey, Lucky Thompson, Gene Ammons e Dexter Gordon.
Sarah aceitou o convite de Billy Eckstine para fazer parte da banda em 1944, dando a ela oportunidade de desenvolver sua musicalidade com figuras épicas desta era do jazz. A banda também lhe proporcionou sua primeira gravação, em 5 de dezembro daquele ano, data em que produziu a música "I'll Wait and Pray" para o selo Deluxe. A música fez o crítico e produtor Leonard Feather convidá-la a quatro músicas solo pela Continental naquele mês, apoiada por um septeto que incluía Dizzy Gillespie e Georgie Auld.
O pianista da banda, John Malachi, é citado como quem a apelidou Sassy, dito concordante a sua personalidade. Sarah gostou, e o apelido, e sua variante Sass, foi constantemente utilizado entre amigos e, eventualmente, a imprensa. Em cartas, por vezes Sarah assinava Sassie.
Sarah deixou a banda de Billy Eckstine oficialmente no final de 1944 para lançar sua carreira solo. Todavia continuou muito próxima a Billy Eckstine, que gravou frequentemente ao longo de sua vida.

### Início da carreira solo (1945–1948)
Sarah iniciou sua carreira solo em 1945 como freelancer em clubes da Rua 52 de Nova Iorque, tais como, Three Deuces, Famous Door, Downbeat, e o Onyx. Sarah também se apresentava na Braddock Grill, vizinha do teatro Apollo. Em 11 de maio de 1945, gravou a música Lover Man para o selo Guild, junto ao quinteto: Dizzy Gillespie, Charlie Parker, Al Haig no piano, Curly Russell no contrabaixo e Sid Catlett na bateria. Mais tarde naquele mês, ela entrou em estúdio com um entrosamento entre Dizzy e Charlie um pouco diferente, maior, que por fim, gravaram mais 3 faixas.
Após convidada pelo violonista Stuff Smith para gravar a música Time and Again em outubro, foi oferecido a ela um contrato para gravar pelo selo Musicraft, pelo próprio dono, Albert Marx. Porém ela não poderia gravar como principal pelo selo até 07 de maio de 1946. Neste intervalo, fez diversas gravações para a Crown and Gotham e tocava frequentemente no Cafe Society, um clube de integração racial no centro de Nova Iorque.
Lá, se tornou amiga do trompetista George Treadwell, que também tornou-se seu gerente. Sarah delegou a ele muito do trabalho de diretor musical de suas gravações, deixando-a livre para focar-se quase integralmente em cantar. Nos próximos anos George também fez mudanças positivas na aparência dela no palco. Além do guarda-roupa e cabelos melhorados, Sarah ajustou os dentes, tampando uma lacuna desagradável entre os dois dentes da frente.
Muitas das gravações de Sarah para a Musicraft em 1946 se tornaram bastante conhecidas entre os aficionados de jazz, e críticos, incluindo, "If You Could See Me Now" (letra e arranjo por Tadd Dameron), "Don't Blame Me ", "I've Got a Crush on You", "Everything I Have Is Yours" e "Body and Soul".
Com uma relação profissional sólida, Sarah e George se casam em 16 de setembro de 1946.
O sucesso das gravações de suas para a Musicraft continuou até 1947 e 1948. "Tenderly" se tornou um inesperado hit pop no final de 1947, e "It's Magic" (do filme de Doris Day, Romance on the High Seas), gravada em 27 de dezembro de 1947, encontrou sucesso nas paradas no começo de 1948. "Nature Boy", gravada em 8 de abril de 1948, tornou-se sucesso paralelamente ao lançamento do famoso Nat King Cole, da mesma música. Por outra proibição de gravação pela união dos músicos, "Nature Boy" foi gravada com um coro a cappella como único acompanhamento, acrescentando um ar etéreo para uma canção com uma letra e melodia vagamente mística.

### O estrelato e os anos com a Columbia (1948–1953)
A união dos músicos quase levou a Musicraft a falência com suas proibições, e, com o pagamento de royalties atrasados, Sarah usou a oportunidade para assinar com uma gravadora maior, a Columbia. Após as resoluções judiciais, ela continua nas paradas de sucesso, com "Black Coffee", no verão de 49.
Na Columbia, até 53, Sarah dedicou-se, quase exclusivamente, a baladas pop comerciais, entre grandes sucessos, como: "That Lucky Old Sun", "Make Believe (You Are Glad When You're Sorry)", "I'm Crazy to Love You", "Our Very Own", "I Love the Guy", "Thinking of You" (com o pianista Bud Powell), "I Cried for You", "These Things I Offer You", "Vanity", "I Ran All the Way Home", "Saint or Sinner", "My Tormented Heart" e "Time".
Sarah também teve substancial apreço da crítica. Ganhou o prêmio "Nova Estrela" de 47 da revista Esquire, assim como prêmios sucessivos da Down Beat, de 47 a 52, e da Metronome, de 48 a 53.
Parte da crítica não gostava de sua forma de cantar, diziam muito "estilizado", refletindo nas calorosas controvérsias sobre quais seriam as novas tendências musicais da época, finais dos anos 1940. Porém, em geral, a recepção da crítica à jovem cantora era positiva.
O sucesso de suas gravações, aliada a boa crítica, levaram-na a inúmeras oportunidades, apresentando-se, quase continuamente, em clubes pelo país no final da década de 1940 e início da década de 1950. No verão de 49, Sarah fez sua primeira apresentação com a orquestra sinfônica em um evento beneficente para a Orquestra da Filadélfia, intitulado, "100 Homens e uma Garota". Nessa época, o artista de Chicago, Dave Garroway, inventou um segundo apelido para ela, "A Divina", que seguiu-a durante a carreira. Uma de suas primeiras aparições televisivas foi no programa de variedades
Stars on Parade, de 53-54, da rede de televisão DuMont, onde cantou "My Funny Valentine" e "Linger Awhile".
Com a melhora financeira, Sarah e George Treadwell compraram, em 1949, uma casa de 3 andares na avenida 21 Avon de Newark, ocupando o andar superior durante os seus, cada vez mais raros, momentos em casa, alocando os pais de Sarah nos andares de baixo. No entanto, as pressões do trabalho e os conflitos de personalidade, levaram o casal a um esfriamento na relação. George contratou um gerente para as necessidades de Sarah em sua turnê, e abriu um escritório em Manhattan, onde podia apoiar Sarah, trabalhando com clientes.
A relação com a Columbia também piorou por sua insatisfação sobre um material comercial, que teve de fazer, e sucesso medíocre de suas gravações. Um pequeno grupo de artistas, a parte, gravou em 1950 com Miles Davis e Bennie Green, que estão entre os melhores de sua carreira, mas são atípicos nos registros da Columbia.

### Os anos com a Mercury (1954–1958)
Em 1953, George Treadwell negociou para Sarah um único contrato, com a Mercury Records. Ela deveria gravar material comercial para o selo Mercury e material mais direcionado ao jazz por sua subsidiária EmArcy. Sarah e o produtor Bob Shad formaram par, e o excelente trabalho dessa relação, rendeu forte sucesso artístico e comercial. Sua sessão de gravação de estreia ocorreu em fevereiro de 1954, e ela permaneceu na gravadora até 1959. Mais tarde, após uma temporada com a Roulette Records (de 1960 à 1963), Sarah volta à Mercury de 1964 à 1967.
O sucesso comercial na Mercury começou com o hit de 1954, "Make Yourself Comfortable", gravada no outono de 1954, com uma sucessão contínua de hits, incluindo: "How Important Can It Be" (com Count Basie), "Whatever Lola Wants", "The Banana Boat Song", "You Ought to Have A Wife" e "Misty". O pico de seu sucesso comercial foi em 1959, com "Broken Hearted Melody", canção considerada "brega" por ela, no entanto, esta tornou-se seu primeiro disco de ouro, e parte regular do repertório de suas apresentações nos próximos anos.
Em 1957, Sarah foi reunida a Billy Eckstine para uma série de gravações em dueto, que rendeu o hit, "Passing Strangers".
As gravações comerciais de Sarah foram tratadas por diversos maestros e arranjadores, principalmente Hugo Peretti e Hal Mooney.
Sua carreira em gravações jazz, também procedeu aceleradamente, apoiado por seu trio de trabalho ou por diversas combinações de famosos artistas do jazz. Um de seus próprios álbuns favoritos era um sexteto de 1954 que incluía Clifford Brown.
Na segunda metade da década de 1950 ela seguiu uma agenda de turnê que foi quase non-stop, com diversos músicos de jazz famosos.
No verão de 1954, ela foi destaque no primeiro Festival de Jazz de Newport, e se apresentou em edições posteriores do festival em Newport e Nova Iorque para o restante de sua vida. No outono daquele mesmo ano, se apresentou no Carnegie Hall com a Count Basie Orchestra, em um projeto que também incluiu Billie Holiday, Charlie Parker, Lester Young e o Modern Jazz Quartet. 
Nesta época, Sarah novamente viaja em turnê pela Europa com bastante sucesso, antes de outra turnê pelos Estados Unidos, agora com um "grande show", uma sucessão de cansativas apresentações de um dia, com celebres artistas, incluindo, Count Basie, George Shearing, Erroll Garner e Jimmy Rushing.
No Festival de Jazz de Nova Iorque de 1955, em Randall's Island, Sarah dividiu o palco com The Dave Brubeck Quartet, Horace Silver, Jimmy Smith, e a orquestra de Johnny Richards.
Mesmo que a relação entre Sarah e George tenha sido bem-sucedida até os anos 1950, a relação pessoal finalmente chega a uma ruptura, e Sarah pede o divórcio em 1958. Sarah delegou a George todas as questões financeiras, e, apesar de impressionantes números nos relatos de rendimento na década de 1950, no acordo do casal George afirma ter restado apenas 16 mil dólares. O casal dividiu igualmente a quantia e os bens, terminando também sua relação de negócios.

### A década de 1960
A saída de George da vida de Sarah foi precipitada também pela entrada de Clyde "C.B." Atkins, homem de contexto incerto que ela conheceu em Chicago e casou-se em 4 de setembro de 1959. Mesmo Clyde não tendo experiência em gerência de artista ou musical, Sarah desejava uma relação mista (pessoal/profissional) como a que tinha com George. Deixou Clyde como seu empresário, embora continuasse sentindo sinais dos problemas que teve com George, e, inicialmente, manteve os olhos atentos sobre Clyde. Sarah e Clyde mudaram-se para uma casa em Englewood Cliffs, Nova Jérsei.
Quando o contrato de Sarah com a Mercury Records terminou, no final de 1959, ela imediatamente assinou com a Roulette Records, um pequeno selo de propriedade de Morris Levy, que era um dos mantenedores do clube de jazz nova-iorquino, Birdland, onde ela aparecia frequentemente. O elenco da Roulette, também incluía: Count Basie, Joe Williams, Dinah Washington, Lambert, Hendricks e Ross e Maynard Ferguson.
Sarah começou a gravar para a mesma em abril de 1960, com uma série de discos fortes, organizado e conduzido por um grande grupo: Billy May, Jimmy Jones, Joe Reisman, Quincy Jones, Benny Carter, Lalo Schifrin, e Gerald Wilson.
Surpreendentemente, naquele ano ela também teve algum sucesso nas paradas pop, com "Serenata" pela Roulette e um par de faixas restantes de seu contrato com a Mercury, "Eternally" e "You're My Baby". Nos anos seguintes, fez também um par de álbuns intimistas no padrão jazz (vocal/guitarra/contrabaixo): After Hours, de 1961, com o guitarrista Mundell Lowe, fazendo dupla com o baixista George Duvivier, e Sarah + 2, de 1962, com o guitarrista Barney Kessell e o baixista Joe Comfort.
Sarah não podia ter filhos, então, em 1961, ela e Clyde Atkins adotam uma filha, Debra Lois. No entanto, a relação com Clyde revelou-se difícil e violenta, assim, após uma série de estranhos incidentes, ela pediu o divórcio em novembro de 1963. Para ajudar a resolver os destroços financeiros do casamento, ela contou com dois amigos: um conhecido de infância, o proprietário do clube John "Preacher" Wells, e Clyde "Pumpkin" Golden, Jr. Juntos, concluíram que os gastos com jogos de Clyde Atkins, a colocaram em uma dívida em torno de 150 mil dólares. A casa em Englewood acabou sendo apreendida pelo serviço de receita do governo dos Estados Unidos, IRS, por falta de pagamento de impostos. Sarah manteve a custódia da filha do casal, e Clyde Golden essencialmente tomou o lugar de Clyde Atkins, como gerente e amante de Sarah pelo resto da década.
Por volta da época de seu segundo divórcio, ela também se desencantou com a Roulette Records. As finanças da Roulette também foram ainda mais enganosas e obscuras que o normal nos negócios da indústria fonográfica, e os artistas de suas gravações, muitas vezes tinham pouco a mostrar para seus esforços de outros excelentes registros. Quando seu contrato com a mesma terminou, em 1963, Sarah retornou para os confinamentos mais familiares da Mercury Records. No verão de 1963, Sarah foi para a Dinamarca com o produtor Quincy Jones para gravar quatro dias de apresentações ao vivo com o seu trio, o Sassy Swings the Tivoli, uma excelente amostra de seu show ao vivo deste período. No ano seguinte, ela fez sua primeira aparição na Casa Branca, para o presidente Johnson.
Infelizmente, a gravação no Tivoli seria o mais brilhante momento de sua segunda temporada com a Mercury. Mudanças demográficas e de gostos em 1960 deixaram os artistas de jazz com audiências cada vez menores e material inadequado. Enquanto Sarah manteve um grande, e leal, número de seguidores, suficiente para manter a sua carreira de cantora, a quantidade e qualidade de sua produção gravada diminuiu, porém mesmo quando sua voz escureceu, sua habilidade não foi reduzida. Na conclusão dos negócios com a Mercury em 1967, ela ficou sem um contrato para o restante da década.
Em 1969, Sarah terminou seu relacionamento profissional com Clyde Golden e mudou-se para a Costa Oeste, estabelecendo-se primeiro em uma casa perto de Benedict Canyon em Los Angeles e, em seguida, para o que acabaria sendo sua última casa, em Hidden Hills.

### Renascimento nos anos 1970
Sarah conheceu Marshall Fisher após uma apresentação em um casino em Las Vegas em 1970 e ele logo caiu no papel familiar duplo, como amante e gerente de Sarah. Marshall Fisher foi outro homem de fundo incerto, sem nenhuma experiência musical ou nos negócios de entretenimento, mas, ao contrário de alguns de seus companheiros anteriores, ele era um fã genuíno, dedicado a promover a carreira de Sarah.
Os anos setenta também anunciou o renascimento na atividade de gravação de Sarah. Em 1971, Bob Shad, que havia trabalhado com ela como produtor na Mercury Records, convidou-a para gravar para sua nova gravadora, a Mainstream Records. Ernie Wilkins veterano de Count Basie, fez o arranjo e conduziu seu primeiro disco para esta, o A Time In My Life em novembro de 1971. Em abril de 1972, Sarah gravou uma coleção de baladas escritas, arranjadas e conduzidas por Michel Legrand. Michel Legrand ainda se uniu a Peter Matz, Jack Elliott e Allyn Ferguson para o terceiro disco dela, o Feelin' Good. Sarah ainda gravou o Live in Japan, disco gravado ao vivo em Tóquio com seu trio em setembro de 1973.
Durante suas sessões com Michel Legrand, Bob Shad apresentou por consideração à Sarah a canção "Send In The Clowns", de Stephen Sondheim do musical da Broadway, A Little Night Music. A canção se tornaria sua assinatura, substituindo "Tenderly", que tinha estado com ela desde o início de sua carreira solo.
Em dezembro de 1974, Sarah fez um show particular para o presidente dos Estados Unidos, Gerald Ford e o presidente francês Giscard d'Estaing durante uma conferência em Martinica.
No final da década de 1970 Sarah gravou discos no Brasil para as extintas gravadoras RCA e Philips acompanhada de grandes ícones da música brasileira de projeção mundial como Wilson Simonal, Tom Jobim, Dorival Caymmi, Milton Nascimento, Hélio Delmiro, dentre outros.

### Morte
A cantora cancelou uma série de compromissos na Europa, citando a necessidade de procurar tratamento para a artrite na mão, embora tenha sido capaz de completar uma série de performances mais tarde no Japão.
Durante uma passagem em Nova York, no Blue Note Jazz Club em 1989, Vaughan recebeu o diagnóstico de câncer de pulmão.
Vaughan morreu na noite de 3 de abril de 1990.
O funeral de Vaughan foi realizado no Monte Zion Baptist Church na 208 Broadway, em Newark, New Jersey, a mesma congregação que ela frequentava na infância. Após a cerimônia, uma carruagem puxada por cavalos transportou seu corpo para o seu lugar de descanso final em Glendale Cemetery, Bloomfield em Nova Jersey.

## Discografia selecionada
- 1944 Sarah Vaughan and Her All-Stars (Continental Records)
- 1949 Sarah Vaughan in Hi-Fi
- 1953 "Hot Jazz" (Remington Records)
- 1954 The Divine Sarah Sings
- 1954 Sarah Vaughan with Clifford Brown (com Clifford Brown)
- 1955 In the Land of Hi-Fi
- 1957 At Mister Kelly's (ao vivo)
- 1957 Swingin' Easy
- 1957 Sarah Vaughan and Billy Eckstine: Irving Berlin songbook (com Billy Eckstine)
- 1957 Sarah Vaughan Sings George Gershwin
- 1957 Sarah Vaughan Sings Broadway: Great Songs from Hit Shows
- 1958 No Count Sarah (com Count Basie Orchestra)
- 1959 After Hours at the London House (ao vivo)
- 1959 Vaughan and Violins
- 1960 Close to You
- 1960 Dreamy
- 1961 The Divine One
- 1961 The Explosive Side of Sarah Vaughan
- 1961 Count Basie/Sarah Vaughan (com Count Basie Orchestra)
- 1961 After Hours
- 1962 You're Mine You
- 1962 Sarah + 2
- 1963 Sarah Sings Soulfully
- 1963 Snowbound
- 1963 Lonely Hours
- 1963 We Three (com Joe Williams e Dinah Washington)
- 1963 The World of Sarah Vaughan
- 1963 Sweet 'n' Sassy
- 1963 Star Eyes
- 1963 Sarah Slightly Classical
- 1963 Sassy Swings the Tivoli (ao vivo)
- 1963 Vaughan with Voices
- 1964 Pop Artistry
- 1964 Sweet 'N' Sassy
- 1964 The Lonely Hours
- 1965 ¡Viva! Vaughan
- 1965 Sarah Vaughan Sings the Mancini Songbook
- 1966 The New Scene
- 1967 Sassy Swings Again
- 1967 It's a Man's World
- 1971 A Time in My Life
- 1972 Sarah Vaughan with Michel Legrand (com Michel Legrand)
- 1972 Feelin' Good
- 1973 Live in Japan (ao vivo)
- 1974 Send in the Clowns
- 1975 Sarah Vaughan with the Jimmy Rowles Quintet
- 1977 I Love Brazil
- 1977 Ronnie Scott's Presents Sarah Vaughan Live (ao vivo)
- 1978 How Long Has This Been Going On?
- 1978 O Som Brasileiro de Sarah Vaughan.
- 1979 The Duke Ellington Songbook, Vol. 1
- 1979 The Duke Ellington Songbook, Vol. 2
- 1979 Exclusivamente Brasil (Com Hélio Delmiro)
- 1981 Songs of The Beatles
- 1981 I Love Brazil!
- 1981 Send in the Clowns (com Count Basie Orchestra)
- 1982 Crazy and Mixed Up
- 1982 Gershwin Live! (ao vivo, com Michael Tilson Thomas e Los Angeles Philharmonic, ganhou o Grammy Award for Best Jazz Vocal Performance, Female)
- 1984 The Mystery of Man (também conhecido como Let It Live, Sarah Vaughan Sings the Poetry of Pope John Paul II)
- 1986 South Pacific (com Kiri Te Kanawa, Mandy Patinkin e José Carreras)
- 1987 Brazilian Romance
- 1989 Quincy Jones - Back on the Block